# Aliyah DaDa
Aliyah DaDa este un film documentar românesc din 2015 regizat de Oana Giurgiu. Titlul filmului are două semnificații: Aliya reprezintă emigratia evreilor către Israel, iar DaDa face referire la Dadaism, un curent artistic apărut după Primul Război Mondial.

## Prezentare
În 1882, o mică comunitate din Moinești emigrează în Israel unde întemeiază una din primele colonii evreiești din Palestina. Sunt prezentate subiecte delicate, cum ar fi relația României cu Germania nazistă, persecuția evreilor, Pogromul de la Iași, implicarea evreilor în formarea Partidului Comunist Român sau înțelegerile economice secrete din perioada comunistă dintre România și Israel.